# Vulturu (Constanța megye)
Vulturu község Constanța megyében, Dobrudzsában, Romániában.

## Fekvése
A település az ország délkeleti részén található, Konstancától hetvenkét kilométerre északnyugatra, a Cartal-patak mentén.

## Története
Első írásos említése 1854-ből való, törökül, Kartal néven (románul: Cartal). Mai nevét 1933-ban kapta, jelentése sas, ezzel is utalva egy régi helyi legendára, miszerint az erre portyázó török csapatok elhaladva ezen a területen láttak egy sast mely nem riadt meg tőlük, a törököket vezető bég pedig úgy döntött, hogy itt hátrahagyja csapata egy részét, hogy letelepedjenek és így jött létre a mai település. Az első román telepesek 1877-ben érkeztek a faluba.
Községi rangra 1989. május 9-én emelték.

## Lakossága
A nemzetiségi megoszlás a következő:
| 2002     | 2002 | 2002   |
| -------- | ---- | ------ |
| Románok  | 751  | 100%   |
| Összesen | 751  | 100,0% |